# Prilesje (gmina Lukovica)
Prilesje – wieś w Słowenii, w gminie Lukovica. W 2018 roku liczyła 17 mieszkańców.